# Susana Canales
Pour les articles homonymes, voir Canales (homonymie).
Susana Canales, née le 5 septembre 1933, morte le 22 mars 2021, est une actrice espagnole de cinéma et de télévision.

## Biographie
Fille de l'acteur de Valladolid Ricardo Canales, elle s'enfuit avec sa famille en Amérique quand éclata la Guerre Civile Espagnole, atterrissant d'abord au Venezuela et 1940 en Argentine. À Buenos Aires elle commence sa carrière cinématographique, à seulement dix ans, et crée La Dame de l'Aube (1944) d'Alejandro Casona, et La Maison de Bernarda Alba (1945), de García Lorca, tous deux avec Margarita Xirgu. Elle retourne en Espagne, où elle épouse l'acteur Julio Peña le 8 avril 1953. À partir de ce moment, elle s'installe dans son pays natal où, dans les années qui suivent, elle développe sa carrière artistique, tant au théâtre qu'au cinéma.

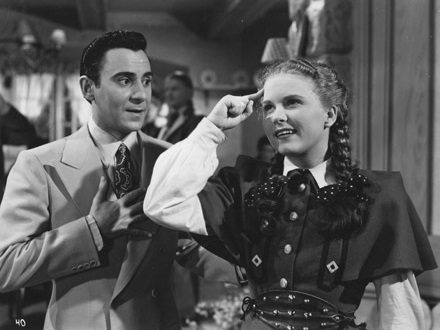
Tito Climent et Susana Canales en 1948.

Elle meurt à Madrid à l'âge de 87 ans.

## Filmographie partielle
- 1942 : Concierto de almas (es)
- 1943 : Dieciséis años (es)
- 1948 : La hostería del caballito blanco (es)
- 1951 : Cielo negro (es)
- 1953 : Así es Madrid (es)
- 1955 : La Hermana Alegría (es)
- 1956 : Les Aventures de Gil Blas de Santillane
- 1956 : Retorno a la verdad
- 1957 : Madame, le Comte, la Bonne et moi
- 1959 : John Paul Jones, maître des mers
- 1961 : Los mercenarios